# Peta zemaljska konferencija KPJ
Peta zemaljska konferencija Komunističke partije Jugoslavije održana je od 19. do 23. listopada 1940. godine, u Dubravi kod Zagreba. Ova konferencija imala je značaj Kongresa i na njoj je sudjelovalo 105 delegata, a radom je rukovodio generalni sekretar KPJ Josip Broz Tito. 
Na Konferenciji su podnešeni izvještaji i referati i analiziran je dotadašnji rad KPJ. Tada je ukazano na opasnost agresije fašističkih zemalja na Kraljevinu Jugoslaviju i doneseni zaključci o svim važnim pitanjima rada KPJ. Na kraju Konferencije izabran je i novi Centralni komitet od 22, i novi Politbiro od 7 članova.
Ova Konferencija imala je veliki značaj za Komunističku partiju Jugoslavije, jer predstavlja prijelomni događaj u njenoj povijesti djelovanja. Konferencija je bila posljednji veći skup komunista pred početak Drugog svjetskog rata.

## Sudionici Konferencije
Neki od 105 sudionika Konferencije su bili:
| - delgati Pokrajinskog komiteta KPJ za Bosnu i Hercegovinu (5 delegata): 1. Stjepan Đaković 2. Isa Jovanović 3. Pašaga Mandžić 4. Mustafa Pašić 5. Đuro Pucar - delegati Pokrajinskog komiteta KPJ za Vojvodinu (7 delegata): 1. Aćim Grulović 2. Radivoj Ćirpanov 3. Žarko Zrenjanin 4. Gordana Ivačković 5. Lazar Plavšić 6. Mihalj Servo 7. Jusuf Tulić - delegati Pokrajinskog komiteta KPJ za Dalmaciju (12 delegata): 1. Ivan Amulić 2. Josip Andrijašević 3. Ivan Anić 4. Andrija Božanić 5. Živojin Zirojević 6. Ante Jurlin 7. Ante Katić 8. Vicko Krstulović 9. Ivan Lučić-Lavčević 10. Ante Mrduljaš 11. Karla Njegovan 12. Stipe Romac 13. Vicko Šprljan - delegati Pokrajinkog komiteta KPJ za Makedoniju (5 delegata): 1. Boris Gonev 2. Sreten Žujović 3. Petar Ivanovski 4. Koce Stojanovski 5. Metodije Šatorov - delegati Pokrajinskog komiteta KPJ za Srbiju (17 delegata): 1. Spasenija Babović 2. Vasilije Buha 3. Svetozar Vukmanović 4. Radoje Dakić 5. Vaso Drecun 6. Desimir Jovović 7. Lazar Koliševski 8. Miloš Matijević 9. Vukica Mitrović 10. Mara Naceva 11. Moša Pijade 12. Dobrivoje Radosavljević 13. Petar Stambolić 14. Kosta Stamenković 15. Lepa Stamenković 16. Mijalko Todorović 17. Momir Tomić | - delegati Pokrajinskog komiteta KPJ za Crnu Goru, Boku, Sandžak i Kosovo i Metohiju (10 delegata): 1. Boro Vukmirović 2. Blažo Jovanović 3. Jovan Kovačević 4. Božo Ljumović 5. Branko Petričević 6. Miladin Popović - delegati Komunističke partije Slovenije (13 delegata): 1. Jože Ažman 2. Anton Dolinšek 3. Tomaž Godec 4. Miloš Zidanšek 5. Boris Kidrič 6. Jože Lacko 7. Rudi Papež 8. Franc Salomon 9. Marks Strmecki 10. Anton Tomšič 11. Vida Tomšič 12. Ignac Tratar 13. Slavko Šlander - delegati Komunističke partije Hrvatske (18 delegata): 1. Jakov Blažević 2. Vlado Janić 3. Mirko Kljajić 4. Rade Končar 5. Josip Kraš 6. Nikola Kukić 7. Karlo Mrazović 8. Marko Orešković 9. Pavle Pap 10. Stipe Ugarković - specijalni delegati (15 delegata - 7 članova CK KPJ, 4 delegata SKOJ-a, 4 posebna delegata): 1. Josip Broz Tito, generalni sekretar KPJ 2. Mitar Bakić, delegat u ime vojske 3. Milutin Baltić, delegat SKOJ-a 4. Joža Vlahović, delegat SKOJ-a 5. Milovan Đilas, član CK KPJ 6. Sreten Žujović, član CK KPJ 7. Edvard Kardelj, član CK KPJ 8. Josip Kopinič, delegat Kominterne 9. Franc Leskošek, član CK KPJ 10. Ivan Milutinović, član CK KPJ 11. Dragan Pavlović, delegat Narodne pomoći 12. Krsto Popivoda, delegat partijske škole CK KPJ 13. Vlado Popović, delegat u ime vojske 14. Aleksandar Ranković, član CK KPJ 15. Ivo Lola Ribar, delegat SKOJ-a 16. Budo Tomović, delegat SKOJ-a |

## Zanimljivosti
Hrvatski pjesnik Marin Franičević izdao je, 1950. godine, poemu „Peta zemaljska 1940.“. Poema je izdana povodom desete godišnjice održavanja Pete zemaljske konferencije KPJ, ali i kao odgovor na napade Informbiroa i umanjivanje zasluga Komunističke partije Jugoslavije u organiziranju i dizanju ustanka 1941. godine. Poema je doživjela drugo izdanje 1985. godine u povodu manifestacije „Goranovo proljeće“ u Lukovdolu. Poemu je ilustrirao Ivan Lovrenčić.